# تشابستيك

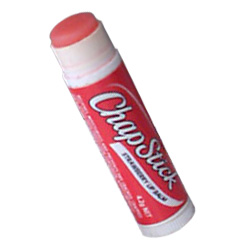
عبوة تشابستيك

تشابستيك هو اسم علامة تجارية لمرهم شفاه تصنعه شركة فايزر للرعاية الصحية الاستهلاكية؛ يستخدم في العديد من الدول حول العالم، وهو معد ليساعد على علاج تشقق الشفتين، ومن هنا جاء الاسم، وتتضمن العديد من الاصناف أيضا كواقي شمس من لمنع حروق الشمس.
بسبب شهرته وانتشاره، أصبح المنتج ماركة تجارية مهمة مع حقوق الملكية، وعلى وجه الحصر فهي مملوكة من قبل شركة فايزر. وهنالك بعض المنافسين الرئيسين للشركة الرئيسية  في الولايات المتحدة مثلِ كاراميكس وبليستيكس وهم أيضا يستخدمون  شكل الأنبوب المتعارف عليه لمطري الشفاه لمنتجات مرهم الشفاه الخاصة بهم.
أما في آيسلندا والمملكة المتحدة يعتبر ليبسل هو المنافس الرئيس للشركة وهو منتج مصنع من قبل شركة نوفارتيس للرعاية الصحية الاستهلاكية ويوزع في نفس التعبئة والتغليف كتشابستيك.

## التاريخ
في بداية عام 1880، شارلز براون فليت،،الفيزيائي والمفكر الدوائي من لينشبورغ، فيرجينيا، اخترع تشابستيك منتج مطري للشفاه، المنتج المصنوع يدويا يشبه شموع بلا فتيل ملفوفة بورق قصدير، تم بيعه محليا، ولم يحظى بنجاح كبير.
في عام 1912، جون مورتن، مواطن من لينشبورغ أيضا، اشترى حقوق المنتج مقابل خمسة دولارات. السيدة مورتن اذابت خليط تشابستيك الزهري في مطبخهم، ثم بردته وقطعته إلى عيدان. مبيعاتهم الرابحة استعملت لتأسيس شركة مورتن للتصنيع.في عام 1935، فرانك رايت، المصمم التجاري من لينشبورغ، فيرجينيا، قد كلف لتصميم شعار تشابستيك الذي يتم استخدامه للآن، لقد تم الدفع له الرسوم مرة واحدة بقيمة 15 دولار.
في عام 1963، شركة روبينز حصلت على تشابستيك من شركة مورتن للتصنيع، في ذلك الوقت فقط تشابستيك مطري الشفاه الاعتيادي كان يتم التسويق له للمستهلكين، بعد ذلك تم عرض الكثير من الأنواع، هذه الأنواع تضمنت الاربع نكهات لأعواد تشابستيك في عام 1971، تشابستيك واقي الشمس 15 في عام 1981، تشابستيك فازلين بلس في عام 1985 وتشابستيك العلاجي في عام 1992.
روبنز تم شراءه من قبل منتجات المنزل الأمريكية في عام 1988، لاحقا لقد غيرت اسم شركة روبنز إلى اسم ويث. تشابستيك كان منتج ويث لغاية عام 2009، عندما ويث حصلت من قبل بفايزير، بفايزير باعت منشأة التصنيع في ريتشموند، فرجينيا، في الثالث من شهر تشرين الأول في عام 2011 لفاريفا ريتشموند، الذي يصنع ويغلف تشابستيك لبفايزير الآن.

## التكوين
المكونات عادةً الكافور وشمع العسل والمنثول والبترولاتوم والفينول وفيتامين E والصبار والأوكسي بنزون. ومع ذلك، هناك العديد من المتغيرات لـ تشابستيك لكل منها تكوينه الخاص.
القائمة الكاملة للمكونات في تشابستيك بنكهة عادية هي:
بروبيونات، كافور، شمع كرنوبا، كحول سيتيل  D & C أحمر لا. بحيرة باريوم، FD&C أصفر لا. بحيرة ألومنيوم، عطر، إيزوبروبيل لانولات، إيزوبروبيل ميريست، لولين، زيت معدني خفيف، ميثيل بارابين، أوكتيل دوديكانول، كحول أويل، برافين، فينيل تريميثيكون، بروبيل بارابين، ثاني أكسيد التيتانيوم، شمع أبيض، بروبانول. وزنه الصافي عادة 4 جرام (0.14 أونصة).
لم يحتوي تشابستيك على أي بارابين.

## الاستخدامات
وظائف التشابستيك هو كواقي شمس متوفر مع SPFS ويصل إلى 50؛ ومطري للبشرة ليساعد في صنع وحماية الشفاه المتتشقة والجافة والمصابة بحرق شمس أو حرق هوائي؛ وطبيا تحتوي على مسكنات ليخفف التهاب الشفتين.

## التسويق
تشابستيك متوفر في بعض الأحيان في نكهات خاصة بالارتباط مع شركاء التسويق مثل ديزني أو مع أسباب خيرية مثل التوعية لسرطان الثدي وذلك من خلال تبرع 30 يورو مقابل بيع واحدة منها تشابستيك. يتم تسويق خط فلافا كريز للمراهقين والشباب الصغار مع تطبيق ملون نكهات مصنعه مثل العنب والتوت البري.
تألقت المتزلجة الاولمبية الأمريكية سوزي تشامن في إعلانات تلفيزيونية بتشابستيك التي أطلقت عليها اسم (سوزي تشابستيك) هنالك إعلان مصور اخر في تشابستيك يتضمن اسطورة كرة السلة  يوليوس ارفينج.
ديانا جولدن: المتزلجة الحائزة على الميدالية الذهبية الأمريكية ومجلة التزلج لعام 1988 ومجلة العام الاولولمبية بالولايات المتحدة، كانت أيضا محترفة باسم تشابستيك والمتزلج بيكابو ستريت شوهد لفترة على إعلانات التلفاز كواحد من مؤيدي الشركة.